# Pauline Thomsen
Pauline Thomsen (17. juli 1858 i Roskilde – 16. april 1931 i Ry) var en dansk landskabsmaler. Hun var datter af adjunkt Christen Thomsen (1822-1874) og Pauline Mathea Georgine født Bergstrøm (1831-1896).

## Uddannelse
I 1877 tog Pauline Thomsen til København for at uddanne sig til maler. Først i 1888 gav Kunstakademiet adgang for kvinder , så hun måtte uddanne sig privat og blev indskrevet hos landskabsmaleren Vilhelm Kyhn, der havde en velbesøgt tegneskole. Her modtog hun undervisning fra 1877-1880. På tegneskolen gik samtidig blandt andre maleren Anna Ancher i årene 1875-1878 og maleren Ane Marie Hansen 1872-1882.

## Kunstnerisk virke
Malerkunstens teknik tilegnede hun sig på skolen, eksempelvis gennem iagttagelserne af Kyhns egne malerier. Pauline Thomsen beskrives af kunsthistorikeren Anne Lie Stokbro: Pauline Thomsen er den Kyhn-elev, hvis formsprog kommer nærmest impressionismen. Hendes landskaber er malet foran motivet, i al slags vejr og med stor troskab over for det sete i impressionistisk forstand. Helheden fremhæves på bekostning af detaljerne, og det sete gengives som flimrende farve og lys. Den heftige malemåde med pastose farvelag giver malerierne reliefkarakter og tyngde, og de bliver, særligt i de store formater, kraftudladninger af en ellers uset styrke.
De første år arbejdede Pauline Thomsen med sjællandske motiver. Efter at have rejst på sommerophold i Jylland koncentrerede hun sig om de jyske landskaber.
Maleren Anna Klindt Sørensen havde blik for Pauline Thomsens evner som fortolker af det midtjyske landskab. Kunsthistorikeren Finn Terman Frederiksen anfører i sin bog om Anna Klindt Sørensen om eet af hendes tidlige malerier fra 1918, en udsigt over Øm Kloster: Værket vidner i øvrigt om hendes første kunstneriske forbillede, Pauline Thomsen, der selv stammede fra Ry og i slutningen af forrige århundrede malede mange landskabsbilleder af denne karakter på egnen.
For maleriet En november aften, Ry Station modtog hun den den Sødringske Opmuntringspræmie i 1895. Et maleri fra 1929, som nu tilhører Ribe Kunstmuseum, viser landskabet omkring Ry Sommerens farvel til efteråret. Landskab ved Salten Langsø. Ikke så få af hendes malerier blev købt af Kunstforeningen, således Solglimt i oktober, Alling Præstegaard, Regnvejr, Hjemme i Gaarden en Høstdag og Måneskin, Ry.

## Rejser og udenlandsophold
- Tyskland 1899

## Stipendier og udmærkelser
- 1892, 1895 Raben-Levetzau
- 1892-1893, 1895, 1897, 1901, 1906 Akademiet
- 1894 Hielmstierne-Rosencrone
- 1895 Den Sødringske Opmuntringspræmie

## Udstillinger
- Charlottenborg Forårsudstilling 1885-1906, 1909-1920, 1922-1924, 1926-1931
- Charlottenborg 1917, separat
- Charlottenborgs Efterårsudstilling 1922
- The Glasgow School Artists of Denmark, Chicago 1895
- Nordische Kunst-Ausställung, Lübeck 1895
- Verdensudstillingen, Paris 1900
- Raadhusudstillingen, København 1901
- Kunstnernes Efterårsudstilling KE 1905, 1907
- Landsudstillingen Århus 1909
- Modern danish Artists, Brighton 1912

## Værker i offentlig eje
- Museet på Koldinghus: Landskab fra Gudensø, maleri
- Museum Sønderjylland: Når byggen modnes, maleri, efter 1907
- Skovgaard Museet: Portræt af Agnete Lange, gift Skovgaard, maleri, 1875
- Fuglsang Kunstmuseum: Regnvejr, Allinge Præstegård, tegning
- Ribe Kunstmuseum: Sommerens farvel til efteråret. Landskab ved Salten Langsø, 1929